# Kader Keita
Kader Keita Abdul (6 november 2000) is een Ivoriaans voetballer.

## Clubcarrière
Keita werd geboren in Ivoorkust, maar verhuisde al op jonge leeftijd naar Frankrijk. Via Paris FC en FC Montfermeil belandde hij bij AC Ajaccio. In het seizoen 2016/17 maakte hij zijn opwachting in het tweede elftal van laatstgenoemde club, dat toen uitkwam in de CFA2. In 2017 stapte hij over naar Lille OSC, waar hij twee seizoenen uitkwam voor het tweede elftal in de Championnat National 2. In juni 2019 stapte hij over naar de Belgische tweedeklasser KVC Westerlo, waar hij op 3 augustus 2019 zijn profdebuut maakte in de competitiewedstrijd tegen Lommel SK.
Op de slotdag van de zomertransfermercato van 2021 leende Westerlo hem uit aan de Zwitserse eersteklasser FC Sion, die ook een aankoopoptie bedong. Keita speelde er uiteindelijk slechts zes competitiewedstrijden in de Super League en een bekerwedstrijd, waarna hij in de zomer van 2022 terugkeerde naar Westerlo. De club, die in het seizoen 2021/22 promotie had afgedwongen naar de Jupiler Pro League, liet hem in augustus 2022 definitief vertrekken naar de Turkse eersteklasser Sivasspor.

## Interlandcarrière
Keita nam in 2021 met Ivoorkust deel aan de Olympische Zomerspelen 2020. Tijdens de eerste groepswedstrijd tegen Saoedi-Arabië (2-1-winst) zat hij nog op de bank, in de tweede groepswedstrijd tegen Brazilië (0-0) mocht hij in de blessuretijd invallen voor Max Gradel, en in de derde groepswedstrijd tegen Duitsland (1-1) kreeg hij een basisplaats. In de kwartfinale, die Ivoorkust met 5-2 verloor na verlengingen, mocht hij in de 90e minuut invallen voor Christian Kouamé.